# 王曰然 (萬曆舉人)
王曰然（16世紀—17世紀），字侍溪，湖廣承天府沔陽州景陵縣人，明朝政治人物。

## 生平
王曰然是萬曆元年（1573年）癸酉科舉人，授四川雙流縣知縣，在當地興學修城，約束瑤族和壯族人，化解訴訟，陞大理寺評事、南京戶部郎中，榷稅淮安關，宦官不敢放肆，商人都因此感德，再陞臨洮府知府，曾親自祈禱下雨，雨水立降。後除四川副使，告歸。

## 引用
1. 1 2  道光《天門縣志·卷二十三·宦蹟》：王曰然，字侍溪，萬厯癸酉舉人，任四川雙流知縣，興學修城，禁燒香、戢猺獞，兄弟訟者諭化之；遷大理評事、（南京）戶部郎中，榷淮安關，中官不敢橫恣，商賈德之，擢知臨洮府，政孚神明禱雨立驗，除四川副使告歸。